# Санчес, Серхио
Се́рхио Са́нчес Орте́га (исп. Sergio Sánchez Ortega; 3 апреля 1986, Матаро, Испания) — испанский футболист, защитник.

## Клубная карьера

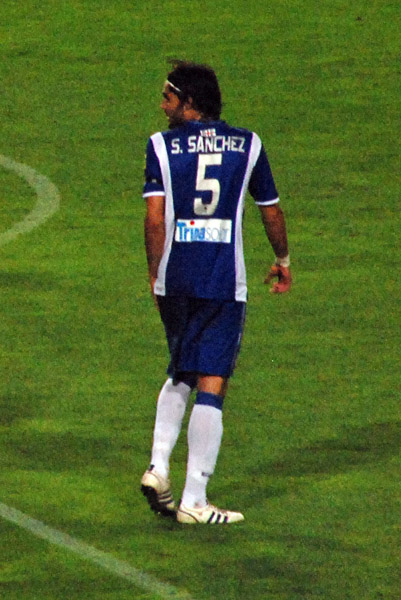
Санчес в составе «Эспаньола»

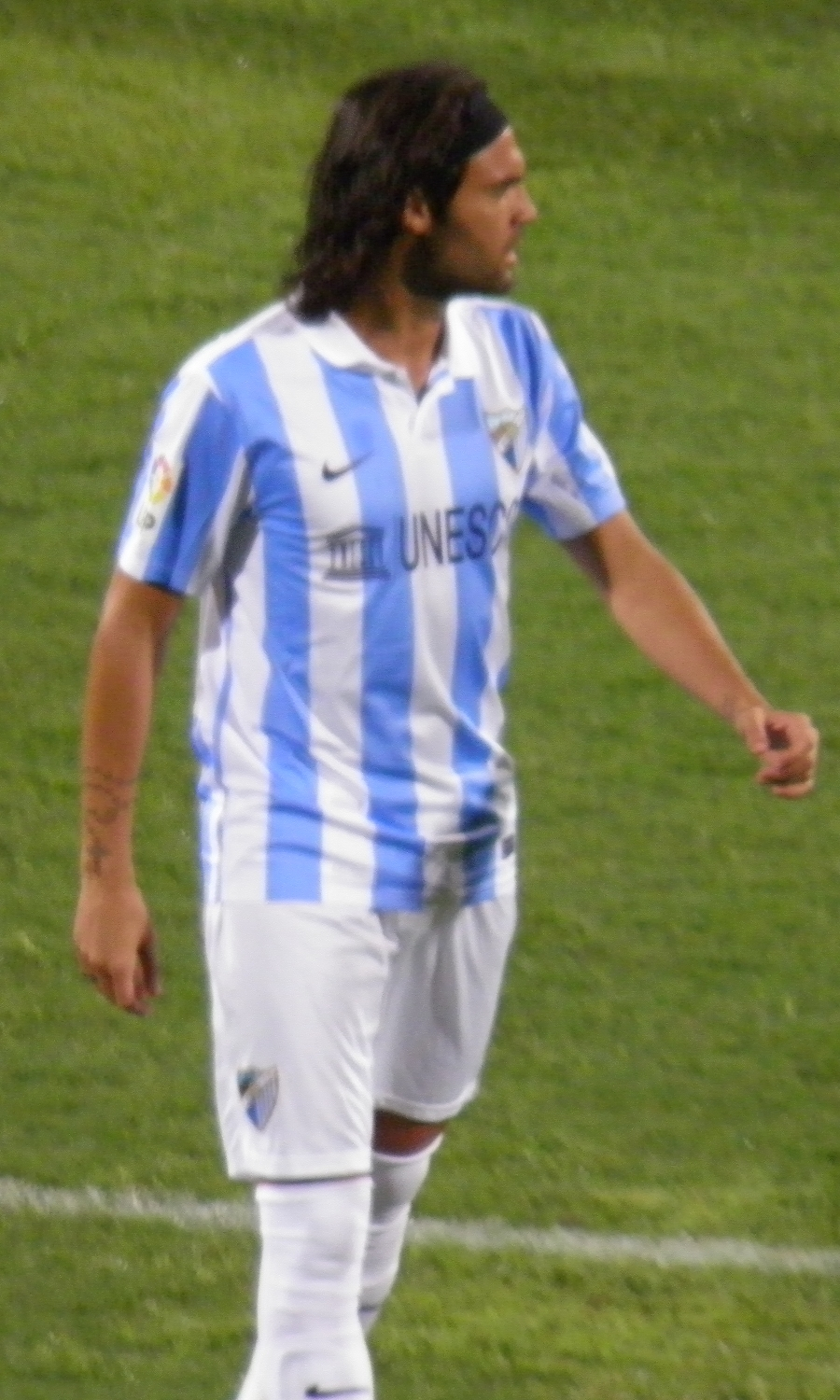
Санчес в составе «Малаги»

Серхио — выпускник футбольной академии «Эспаньола». 24 апреля 2005 года в матче против «Сарагосы» он дебютировал в Ла Лиге, выйдя на замену на 85-й минуте вместо Дидье Доми. Несмотря на то, что в течение сезона это было единственное появление на поле, защитник стал обладателем Кубка Испании.
В январе 2007 года Санчес отправился в аренду в «Реал Мадрид Кастилья», выступающий во втором по силе испанском дивизионе. В Сегунде Серхио провёл за столичный клуб 20 матчей и по окончании сезона отправился обратно в «Эспаньол», но «попугаи» снова отдали защитника в аренду. Санчес отправился защищать цвета сантандерского «Расинга» до конца сезона 2007/08. 16 сентября в матче против «Леванте» Серхио дебютировал за новый клуб. Серхио часто выходил на поле и помог команде впервые истории завоевать право участвовать в розыгрыше Кубка УЕФА.
В июле 2008 года Санчес вернулся в «Эспаньол». 20 сентября того же года забив свой первый гол за каталонский клуб в домашнем поединке против «Хетафе». Весь сезон он уверенно отыграл на правом фланге обороны и в конечном итоге помог команде избежать вылета.
В июле 2009 года Санчес за 4 млн евро перешёл в «Севилью», подписав контракт на 4 года. 19 сентября в матче против «Осасуны» он дебютировал за новую команду. 1 января 2010 года врачи отстранили Серхио от игр за команду из-за проблем с сердцем. В сезоне 2009/10 он сыграл 7 матчей и 2 в кубке страны, помог своей команде закрепиться на четвёртой строчке в таблице, а также выиграть Кубок Испании. 18 января 2011 года врачи разрешили Санчесу играть, но после года вне футбола защитник смог довольствоваться только ролью запасного.
23 июня 2011 года Санчес перешёл за 2,8 млн евро в «Малагу», подписав четырёхлетний контракт с клубом. 25 сентября в матче против «Сарагосы» он дебютировал за новую команду. 3 января 2012 года Серхио забил первый гол за андалусский клуб, в матче Кубка страны против мадридского «Реала».
Летом 2015 года Санчес перешёл в греческий «Панатинаикос». Сумма трансфера составила 800 тыс. евро. 28 июля в поединке квалифицированного раунда Лиги чемпионов против бельгийского «Брюгге» он дебютировал за новую команду. 24 августа в матче против «Панетоликоса» Серхио дебютировал в греческой Суперлиге. 7 января 2016 года в матче Кубка Греции против ПАС он получил травму, в результате которой остался вне игры на три месяца.
Летом 2016 года Санчес перешёл в российский «Рубин» к своему бывшему тренеру по «Малаге» Хави Грасии. 1 августа в матче против пермского «Амкара» он дебютировал в РФПЛ. Летом 2017 года Санчес на правах аренды вернулся в «Эспаньол».

## Международная карьера
Серхио вызывался в сборные Испании различных возрастов с 16-ти лет. В составе молодёжной команды страны в 2009 году он участвовал в молодёжном чемпионате мира.

## Достижения
Командные
 «Эспаньол»
- Обладатель Кубок Испании — 2005/06

 «Севилья»
- Обладатель Кубок Испании — 2009/10